# Меморандум українських політичних партій

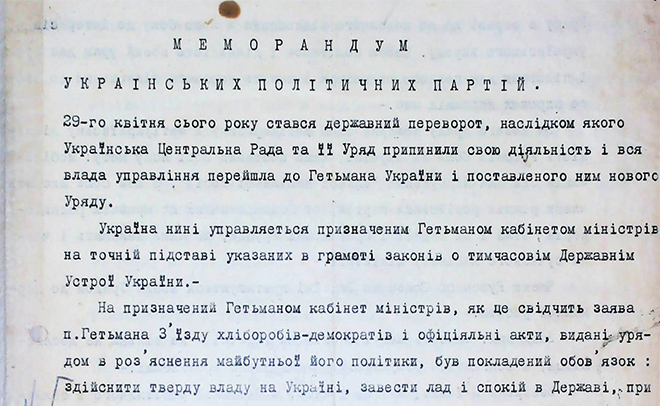
Текст меморандуму

Меморандум українських політичних партій був опублікований у газеті «Самостійник» 21 травня 1918 року представниками Українського національно-державного союзу. Документ був критикою гетьмана Павла Скоропадського, який прийшов до влади за місяць до цього.
Зокрема в документі критикували уряд Федора Лизогуба, оскільки, на думку підписаних, Скоропадський взяв курс на реставрацію порядків Російської імперії та залучення у владу антиукраїнських сил проросійської спрямованості.
Наступного дня делегація на чолі з головою партії незалежників-соціалістів Олександром Макаренком зустрілася з Павлом Скоропадським, але гетьман відмовився задовольнити побажання опозиційних сил.
Весь тираж журналу з текстом меморандуму було конфісковано цензурою, а самого Макаренка було заарештовано.

## Вимоги меморандуму
Під час німецької окупації України після розгону Центральної ради 16 (29) квітня 1918 року Павло Скоропадський проголосив себе гетьманом Української держави. Головою нового уряду, сформованого у травні 1918 року, став Федір Лизогуб.

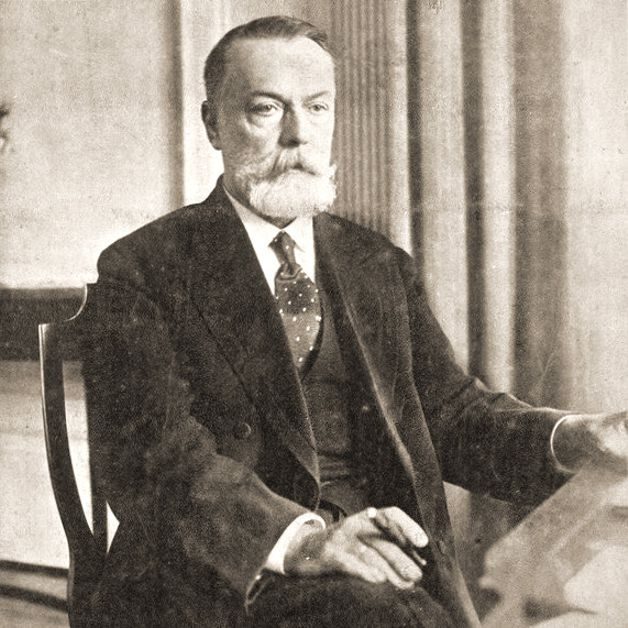
Федір Лизогуб

Опозиційні до Скоропадського сили об'єдналися в Український національно-державний союз і 21 травня 1918 року опублікували «Меморандум українських політичних партій», що вийшов у газеті «Самостійник». Підписантами документа стали представники партії соціалістів-самостійників, трудової партії, демократично-хліборобської партії, партія соціалістів-федералістів, Об'єднаної ради залізниць України та Головної Ради Всеукраїнської поштово-телеграфної спілки. Один із тих, хто підписав меморандум, Сергій Шемет, стверджував, що автором тексту був Микола Міхновський.
Меморандум мав характер ультиматуму: українські партії та організації вимагали від гетьмана Скоропадського відставки уряду Лизогуба та формування нового, українського за складом, кабінету міністрів.
Підписанти звинуватили низку міністрів цього уряду в «антиукраїнській діяльності», а також відзначили їхню антинімецьку позицію та орієнтацію на Антанту. Зокрема, у меморандумі піддалися критиці такі політики часів Скоропадського, як Микола Василенко, Олександр Лігнау, Василь Колокольцов, Юлій Вагнер, Антон Ржепецький, Сергій Гутник та інші.
Також у меморандумі наголошувалося, що за нового гетьманського уряду «Русский союз» розгорнув свою антидержавну та антиукраїнську діяльність і прагне відновити «єдину неподільну Росію». При цьому найбільшу активність «Русский союз» проявляв не після приходу до влади Скоропадського, а до цього, і вже до кінця травня 1918 року він фактично припинив своє існування.
Протестуючи проти закриття «демократичних інститутів», що з'явилися внаслідок Лютневої революції, і реставрації порядків, що існували в імперії (у зверненні були наведені факти закриття українських просвітницьких закладів, широкого використання російської мови в судах, усунення українців від державної та військової служби), Союз вимагав від гетьмана створення «національно-демократичного кабінету» за участю його представників.

## Прийом делегації Скоропадським
Наступного дня, 22 травня 1918 року, делегація на чолі з головою партії самостійників-соціалістів Олександром Макаренком вручила гетьману меморандум. Павло Скоропадський прийняв делегацію поза чергою і розмовляв з опозиціонерами протягом трьох годин. У ході зустрічі гетьману повідомили про напружену обстановку в селянському середовищі, де наростало невдоволення, здатне вилитися у стихійний вибух у будь-який момент.

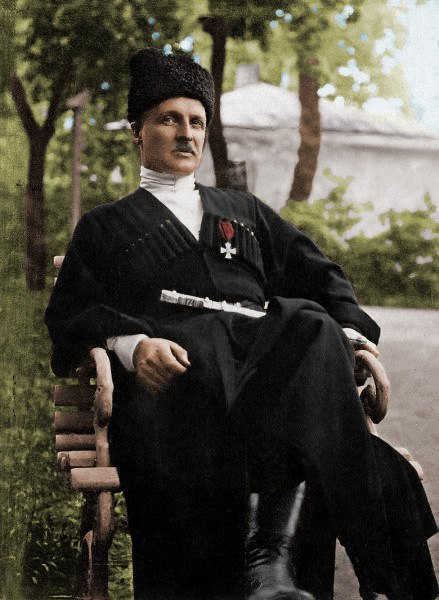
Павло Скоропадський

Скоропадський наполягав, що представники українських політичних сил самі відмовилися входити до його уряду, проте члени делегації це категорично заперечували. На їх думку, навіть якщо подібна помилка і мала місце, її потрібно було негайно виправити. Гетьман вважав, що його міністри теж є українцями, але делегати заперечували, наголошуючи на тому, що ці чиновники насамперед представляють інтереси російських політичних сил, вороже налаштованих до українського національного руху. Зрештою Скоропадський визнав, що Україні потрібний національний український кабінет, проте заявив, що створення такого уряду найближчим часом неможливе.
Тоді делегація так окреслила свою позицію: або гетьман прислухається до вимог народу та сформує український уряд, або він бере на себе повну відповідальність за можливі наслідки. За спогадами глави делегації, подібна постановка питання справила на Скоропадського сильне враження: «Він розгубився… пообіцяв подумати та дати відповідь через два дні. Проте обіцянки не дотримався».

## Наслідки

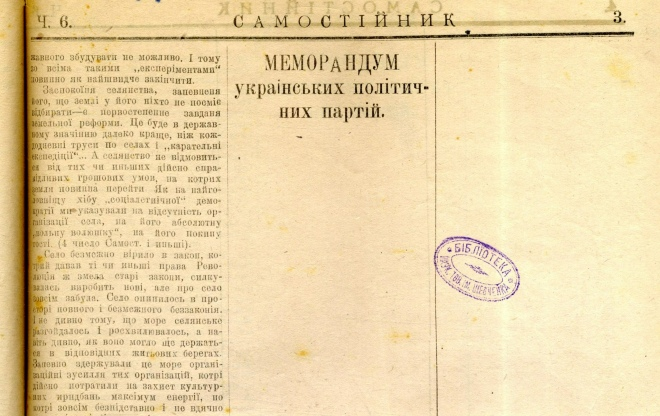
Текст меморандуму, вилучений цензурою.

Наступного дня після зустрічі Скоропадського та українських діячів газета «Киевская мысль», як і інші видання російського спрямування, повідомили, що ініціатива українських політичних кіл щодо створення національного уряду не отримала підтримки гетьмана. Наголошувалося, що гетьман задоволений складом чинного кабінету міністрів.
Після оголошення меморандуму, на думку соціалістів-самостійників, репресії проти української інтелігенції посилилися. Було заарештовано близько 200 членів партії, включаючи Олександра Макаренка, який очолював делегацію на переговорах із гетьманом з приводу меморандуму.
Текст меморандуму було опубліковано у партійному журналі «Самостійник», проте весь тираж було конфісковано цензурою. Журнал довелося перевидати, залишивши на місці документу порожні білі шпальти.
Через пів року після означених подій на тлі поразки Німеччини у Першій світовій війні та її відходу з України, було піднято повстання внаслідок якого Скоропадський зрікся влади і залишив країну.